# Vippetangenlinjen
Vippetangenlinjen var en del af Oslos sporveje, der gik fra Tollbugata i centrum til Vippetangen mellem 1900 og 1967. Fra 1918 og indtil nedlæggelsen blev den trafikeret af Korntrikken, særlige sporvogne til transport af korn.

## Historie
Linjen blev åbnet som den tredje og sidste af det kommunale selskab Kristiania Kommunale Sporveis (KKS) linjer 28. august 1900. Linjen gik gennem centrum til Anetheum og St. Hanshaugen. I 1905 blev KKS overtaget Kristiania Sporveisselskab (KSS), der forlængede linjen fra Festningsbryggen til Vippetangen 8. november 1905. Vippetangen var dengang et voksende havneområde med skibstrafik til ind- og udland, hvilket gav passagerer til linjen. Linjen selv fulgte med KSS, da det blev overtaget af Oslo Sporveier i 1924. Persontrafikken på linjen ophørte i august 1964 som en del af en planlagt afvikling af Oslos sporveje.
I 1918 begyndte KSS at transportere korn med sporvogne fra siloerne på Vippetangen til møllerne i Grünerløkka og Sandaker. Til at begynde med ombyggedes fire almindelige sporvogne til formålet, men i 1932 anskaffedes to specielt byggede vogne. Driften var meget rentabel, og mølleselskabet Bjølsen Valsemølle ønskede at fortsætte med den, men vejarbejde gjorde at sporvejen måtte fjernes efter sidste driftsdag, 15. februar 1967.

## Fremtidsplaner
Der har gennem flere år været planer om at etablere en ny sporvej, der vil betjene Vippetangen. Den nye sporvej, der vil blive en del af Fjordbanen, vil følge halvøens kyst i stedet for at gå gennem den. Der er ikke fastsat noget nærmere tidspunkt for, hvornår den i givet fald kan blive det primære transportmiddel i byfornyelsesområdet, der går under navnet Fjordbyen.